# Пі-руж-де-плен
Пі-руж-де-плен (фр. Pie rouge des plaines — «червоно-ряба рівнинна») — порода великої рогатої худоби молочно-м'ясного напряму продуктивності. Виведена у 1960-х роках у Франції у області Бретань.

## Історія
Порода виведена у 1960-х роках. Племінна книга відкрита у 1970 році.

## Опис
Масть тварин червоно-ряба. Середній зріст бугаїв становить 150 см, корів — 145 см. Жива маса бугаїв — 1000 кг, корів — 750 кг. Середньорічний надій становить 8076 кг молока жирністю 4,25 %.

## Поширення
Худоба породи пі-руж-де-плен поширена переважно на північному заході Франції — у Бретані. Розводять її також у Нормандії. У 2005 році налічувалося до 40 000, можливо до 65 000, голів худоби цієї породи.

## Виноски
1. 1 2 3 4   French Red Pied Lowlend. // Valerie Porter, Lawrence Alderson, Stephen J.G. Hall, D. Phillip Sponenberg (2016). Mason's World Encyclopedia of Livestock Breeds and Breeding (sixth edition). Wallingford: CABI. — P. 179. ISBN 9781780647944. (англ.)
2. ↑  Race bovine Pie rouge des plaines. Сайт "AgroParisTech" http://www.agroparistech.fr. Архів оригіналу за 7 вересня 2017. Процитовано грудень 2016. {{cite web}}: Зовнішнє посилання в |work= (довідка) (фр.)